# Domitilla D'Amico
Domitilla D'Amico, née le 5 septembre 1982 à Rome, est une actrice italienne de doublage.

## Biographie
Elle est connue pour être la voix du personnage Tecna dans la série animée Winx Club. Elle double les voix de plusieurs actrices, en italien, telles que Emma Stone, Margot Robbie, Anne Hathaway, Emily Blunt, Amber Heard, Eva Green, Léa Seydoux et Florence Pugh. 